# Чапля синьодзьоба
Чапля синьодзьоба (Ardeola idae) — вид пеліканоподібних птахів родини чаплевих (Ardeidae).

## Поширення
Вид поширений в Східній Африці, на Мадагаскарі та сусідніх островах. Гніздиться на Мадагаскарі і менших островах — Альдабра (Сейшельські острови), Майотта (Коморські острови) і Європі (Французькі розсіяні острови). Поза сезоном розмноження трапляється на Коморських островах і в східній частині Африканського континенту: в Бурунді, Демократичній Республіці Конго, Кенії, Малаві, Мозамбіку, Руанді, Танзанії, Уганді, Замбії та Зімбабве. Зрідка залітає до Анголи, Сомалі та Сокотри.
Мешкає в солонуватих водоймах, таких як мангрові ліси та лимани з великою кількістю водної рослинності, щоб сховатися від можливих небезпек.
У 2016 році загальна популяція виду оцінювалася в 1000—2500 птахів.

## Опис
Довжина тіла 45–48 см. У шлюбному забарвленні оперення повністю біле, іноді з легким палевим відтінком, довге шлюбне пір'я на маківці, спині та грудях. Дзьоб темно-синій з чорним кінчиком. У позашлюбному опреенні білі круп і хвіст, решта тіла в коричневих смугах, найтемніші на маківці та шиї; зеленувато-сірий дзьоб з чорним кінчиком. Жовта райдужка.

## Спосіб життя
Харчується рибою, жабами, ящірками, кониками, жуками та іншими дрібними безхребетними. Зазвичай добуває їжу поодинці і рідко утворює стада. Сезон розмноження триває з кінця жовтня до березня, але переважно в листопаді та грудні. Гніздиться колоніями, як правило, разом з іншими видами птахів, особливо з чаплею Ardeola ralloides. Гніздиться на дереві чи кущі (на висоті 0,5–4 м) біля води, на Альдабрі гніздиться також у мангрових заростях. Гніздо масивне, з гілок. У кладці 2–4 яйця (частіше 3). Насиджування триває близько 20 днів. Молоді починають залишати гніздо приблизно через 15 днів після вилуплення, вони здатні самостійно добувати їжу у віці приблизно 4 тижнів.